# Berat (stad)
Berat ([bɛɾat]; bepaalde vorm: Berati; Turks: Belgrad) is een stad (Albanees: bashki) in Centraal-Albanië. De stad telt 62.232 inwoners (2023) en is de hoofdstad van de gelijknamige prefectuur. De rivier de Osum stroomt door de stad.
Het historische deel van deze stad (58,90 ha) is door UNESCO op de Werelderfgoedlijst geplaatst onder de titel Historische centra van Berat en Gjirokastër.

## Bestuurlijke indeling
Administratieve componenten (njësitë administrative përbërëse) na de gemeentelijke herinrichting van 2015 (inwoners tijdens de census 2011 tussen haakjes):
Berat (36.496) • Otllak (9.218) • Roshnik (2.513) • Sinjë (3.351) • Velabisht (8.453).
De stad wordt verder ingedeeld in 51 dorpen:
- Berat (1) - Berat (stad).
- Otllak (10) - Lapardha 1, Lapardha 2, Qereshnik, Balibardhë, Dyshnik, Moravë, Ullinjas, Vodëz e Sipërme, Orizaj en Otllak.
- Roshnik (13) - Bogdan i Poshtëm, Bogdan i Sipërm, Dardhë, Karkanjoz, Kostren i Madh, Kostren i Vogël, Mimias, Perisnak, Qafë Dardhë, Roshnik Qendër, Roshnik i Vogël, Vojnik en Rabjak.
- Sinjë (14) - Sinjë, Mbolan, Mbjeshovë, Mbreshtan, Galinë, Sadovicë, Paftal, Kamçisht, Levan, Velçan, Osmënzezë 1, Osmënzezë 2, Plashnik i Vogël en Molisht.
- Velabisht (13) - Malinat, Bilçë, Drobonik, Bardhaj i Ri, Starovë, Velabisht, Veterrik, Remanicë, Gjoroven, Palikësht, Veleshnje, Duhanas en Kodras.

## Bevolking
Volgens de volkstelling van 2011 telt de huidige samenstelling van de stad (Albanees: bashki) Berat 60.031 inwoners. Dat is een forse daling vergeleken met 77.303 inwoners in het jaar 2001. De meeste inwoners zijn etnische Albanezen.
Van de 60.031 inwoners zijn er 11.457 tussen de 0 en 14 jaar oud, 41.413 inwoners zijn tussen de 15 en 64 jaar oud en 7.151 inwoners zijn 65 jaar of ouder.
In 2017 werden er 619 kinderen geboren, terwijl er 545 mensen stierven. De natuurlijke bevolkingsgroei is positief en bedraagt +74 mensen.

#### Religie
De meerderheid van de bevolking is islamitisch (56%). Zo'n 8% behoort tot de Albanees-Orthodoxe Kerk. Minderheden zijn bektashi (2,5%) en katholiek (1%).
In de 2e wereldoorlog zijn er 600 joodse vluchtelingen geherbergd in Berat. Er is niet 1 jood in handen van de Nazi's gekomen. Er is een klein museum over deze bijzondere geschiedenis.
| Plaats    | Bevolking (2011) | Islam (%) | Katholiek (%) | Orthodox (%) | Bektashisme (%) |
| --------- | ---------------- | --------- | ------------- | ------------ | --------------- |
| Berat     | 36.496           | 52,10%    | 1,52%         | 12,11%       | 3,13%           |
| Otllak    | 9.218            | 46,78%    | 0,67%         | 2,08%        | 0,38%           |
| Velabisht | 8.453            | 65,45%    | 0,37%         | 0,83%        | 1,99%           |
| Sinjë     | 3.351            | 75,37%    | 0,45%         | 3,09%        | 2,19%           |
| Roshnik   | 2.513            | 83,77%    | -             | -            | 3,21%           |
| Berat     | 60.031           | 55,79%    | 1,10%         | 7,97%        | 2,50%           |

## Bezienswaardigheden
- Het Etnografisch Museum (wordt gerestaureerd en is gesloten voor onbepaalde tijd, sep 2024).
- Het Kasteel van Berat (Kalaja e Beratit) boven op een heuvel (13e eeuw), met Onufrimuseum, diverse kerken en de ruïnes van de Rode Moskee (Xhamia e Kuqe, 15e eeuw) en Witte Moskee (Xhamia e Bardhë)
- Moskeeën in de wijk Mangalem: Koningsmoskee (Xhamia e Mbretit; 1492, gerenoveerd in de 18e eeuw), Loodmoskee (Xhamia e Plombit, 1553-1554) en Vrijgezellenmoskee (Xhamia e Beqarëve, 1826)
- De Sint-Michaëlkerk
- Het Sint-Spyridonklooster (1864)
- De stenen brug Ura e Goricës (1780, gerenoveerd in 1922
- Solomon Jewish museum

## Sport
Voetbalclub KS Tomori Berat werd opgericht in 1923 en speelt in de Kategoria Superiore, Albaniës hoogste klasse. De thuiswedstrijden worden afgewerkt in het Stadiumi Tomori, dat plaats biedt aan 14.500 toeschouwers.